# 赵振魁
赵振魁（1926年12月—），河北定县人，中华人民共和国政治人物、外交官。

## 生平
1941年，赵振魁在冀中参加八路军。1945年，加入中国共产党，先后在中共中央办公厅机要处、陕北中共中央前委机要科任译电员。1950年，在中央军委工程学校任政治指导员、副班主任。1952年，派至中国驻朝鲜大使馆工作。1955年回国，先后在外交部办公厅秘书室、外交部人事司审干办公室任职。1956年，赴外交学院学习。1959年毕业，先后任驻雅加达总领事馆副领事、驻棉兰领事馆领事、北京外交人员服务局党委办公室副主任、政治处副主任、驻越南大使馆一等秘书。1971年，任外交部办公厅政治处主任、信使队队长。1976年，任驻伊拉克大使馆政务参赞。1981年，任外交部驻香港签证办事处主任。1984年9月，出任中华人民共和国驻安哥拉大使。1988年5月，自驻安哥拉大使离任。